# Sygnał dyskretny

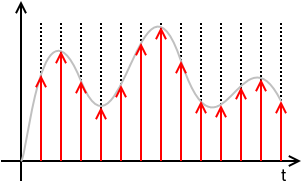
Sygnał dyskretny

Sygnał dyskretny – sygnał nieciągły, model wielkości zmiennej, która jest określona tylko w dyskretnych chwilach czasu. Najczęściej jest to sygnał powstały poprzez próbkowanie sygnału ciągłego.
W odróżnieniu od sygnału ciągłego, sygnał dyskretny nie jest funkcją zdefiniowaną dla ciągłego przedziału argumentów, lecz ciągiem liczbowym. Każdą wartość tego ciągu nazywa się próbką (ang. sample).
W odróżnieniu od sygnału cyfrowego, poszczególne próbki zdyskretyzowanego sygnału analogowego mogą przyjmować dowolne wartości z nieograniczonego lub ograniczonego zbioru.